# My Body, the Hand Grenade
My Body, the Hand Grenade es una compilación de la banda de rock alternativo, Hole, lanzado el 28 de octubre de 1997. Incluye b-sides, grabaciones demo, canciones en vivo, y otras "rarezas" que no fueron lanzadas como sencillos. Según los créditos del álbum, la mayor parte de las canciones fueron escritas por Hole, pero según el sitio web de la BMI, la mayoría de las canciones fueron escritas por Courtney Love y Eric Erlandson, excepto "Retard Girl", que fue escrita por Love; "Old Age", fue escrita por Kurt Cobain (Krist Novoselic confirmó que "Old Age" es una "canción de Nirvana" en una entrevista a la revista musical del Reino Unido, Melody Maker en 1997); "Beautiful Son" y "20 Years In The Dakota", fueron escritas por Love, Eric Erlandson y Patty Schemel; y "Drown Soda", la única canción del álbum acreditada para la formación completa de la banda (Love, Erlandson, Jill Emery y Caroline Rue). Kurt Cobain (inacreditado) tocó el bajo en "Miss World".

## Lista de canciones
| N.º   | Título                                                  | Escritor(es)                 | Duración |  |
| 1.    | «Turpentine»                                            | Courtney Love/Eric Erlandson | 4:00     |  |
| 2.    | «Phonebill Song»                                        | Love/Erlandson               | 1:48     |  |
| 3.    | «Retard Girl»                                           | Love                         | 4:46     |  |
| 4.    | «Burn Black»                                            | Love/Erlandson               | 4:56     |  |
| 5.    | «Dicknail»                                              | Love/Erlandson               | 3:40     |  |
| 6.    | «Beautiful Son»                                         | Love/Erlandson/Schemel       | 2:30     |  |
| 7.    | «20 Years in the Dakota»                                | Love/Erlandson               | 2:54     |  |
| 8.    | «Miss World» (demo)                                     | Love/Erlandson               | 3:29     |  |
| 9.    | «Old Age»                                               | Love                         | 4:23     |  |
| 10.   | «Softer, Softest» (desde MTV Unplugged)                 | Love/Erlandson               | 3:47     |  |
| 11.   | «He Hit Me (It Felt Like a Kiss)» (desde MTV Unplugged) | Carole King/Gerry Goffin     | 3:44     |  |
| 12.   | «Season of the Witch» (desde MTV Unplugged)             | Donovan Leitch               | 3:42     |  |
| 13.   | «Drown Soda» (en vivo)                                  | Hole                         | 6:10     |  |
| 14.   | «Asking for It» (en vivo)                               | Love/Erlandson               | 3:58     |  |
| 55:52 |                                                         |                              |          |  |

- Datos: Q2708831